# SZMERS
A SZMERS (oroszul: Специальные Методы Разоблaчения Шпионов, Szpecialnije Metodi Razoblacsenyija Spionov, azaz Különleges Módszerű Kémelhárítás, időnként allegórikusan Szmerty Spionam!; Halál a kémekre!) három szovjet katonai titkosszolgálat ernyőszervezetének a neve volt, melyet a második világháború alatt, 1943 áprilisában állítottak fel. A szervezetet eredetileg a német katonai titkosszolgálat, az Abwehr tevékenységének akadályozására és a dezertálások megakadályozására hozták létre, de 1944-től, a Vörös Hadsereg előretörését követően, a megszállt területeken a SZMERS feladata lett a rendszer ellenségeinek titulált és a Szovjetunió által háborús bűnökkel vádolt személyek hollétének felderítése és elhurcolása, esetenként meggyilkolása is.

## Létrejötte és felépítése
A SZMERS-et 1943. április 19-én hozták létre az NKVD három alosztályából, vezetőjévé Viktor Szemjonovics Abakumovot, Lavrentyij Pavlovics Berija, Az NKVD parancsnokának "jobbkezét" tették meg. Habár a szervezet hivatalosan az NKVD keretén belül működött, Abakumov egyedül személyesen Sztálinnak volt köteles jelentést tenni (állítólag a SZMERS allegórikus megnevezése, a Halál a kémekre! is Sztálintól származott).
A SZMERS hat ügyosztályból, hat részlegből és három más jellegű szervezeti ágból tevődött össze. Az ügyosztályok végezték a "front tevékenységet", míg a részlegek dolgozták fel az ügyosztályoktól származó információkat. A SZMERS irányítása alá tartozott még a Komendatura, mely a szervezet létesítményeire és a foglyokra felügyelt, a Trojka, mely egyfajta speciális hadbíróság szerepkörét látta el és az Adminisztrációs Iroda, mely a szervezetnek dolgozó civil személyzetet foglalta magába.

## Tevékenysége
A szervezet elsődleges feladata a náci Németország katonai hírszerzése, az Abwehr Vörös Hadseregen belül tevékenykedő kémeinek leleplezése volt, de emellett feladatai közé tartozott a hadseregen belüli "ellenséges elemek", az árulók és dezertőrök leleplezése, valamint a német hadifogságból megszökött vagy egyéb módon hazajutott civil és katonai személyek "leellenőrzése", ehhez a hadseregen belül egy 1 540 000 – 3 400 000 főből álló informátorgárdát épített fel. Egyes feltételezések szerint jelentős része volt a németek által megszállt területeken folytatott partizánakciók koordinálásában és a partizánok Moszkva iránt való hűségének "biztosításában" is. A SZMERS ügynökei nem válogattak az eszközökben, számos esetben előfordult, hogy szovjet katonákat lőttek agyon a fronton, amiért azok meghátráltak a német csapatok rohamaival szemben. 
A Vörös Hadsereg előretörésének következtében, 1944-től Sztálin személyes utasítására, a SZMERS foglalkozott a rendszer ellenségeinek titulált és a Szovjetunió által háborús bűnökkel vádolt személyek hollétének felderítésével és elhurcolásával. A SZMERS fogságába került többek között a kárpátaljai ruszin politikusok többsége, mint például Julij Mihajlovics Brascsajko, Dmitro Ivanovics Klimpus, Sztepan Klocsurak és Avgusztin Ivanovics Volosin is (Volosin a lubjankai börtönben ismeretlen körülmények közt életét vesztette), de szintén a szovjet katonai kémelhárítás tartóztatta le Ujszászy István vezérőrnagyot, a magyar katonai hírszerzés tisztjét, és juttatta a Szovjetunióba Ion Antonescu román marsallt, több más román katonatiszttel és politikussal (köztük Eugen Cristescuval, a román hírszerzés vezetőjével) együtt, ahol módszeres kihallgatásnak vetették alá őket a SZMERS lubjankai főhadiszállásán.
1944-ben a SZMERS aktívan közreműködött a krími tatárok és egyes kaukázusi népcsoportok – kollaboráció vádjával – Gulag-táborokba történő deportálásában is.
A SZMERS-et 1946. május 4-én szüntették meg, szerepkörét az Állambiztonsági Minisztérium (MGB) egyik alosztálya vette át.

## Irodalmi feldolgozás
A SZMERS tevékenységével foglalkozik Vlagyimir Oszipovics Bogomolov magyarul is több kiadást megélt népszerű regénye, a Negyvennégy augusztusában.